# Winnetous Erben

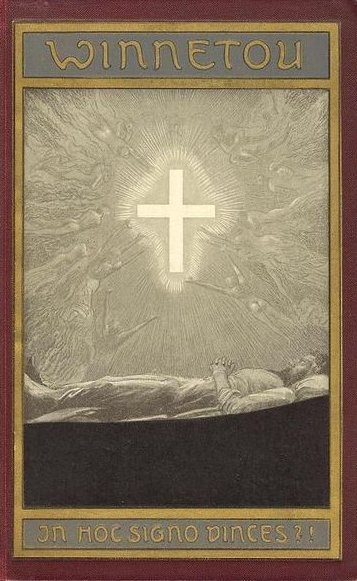
Deckelbild der Sascha-Schneider-Ausgabe von Winnetou IV aus dem Jahr 1910

Winnetous Erben ist der heute vom Karl-May-Verlag verwendete Titel für den ursprünglich Winnetou. 4. Band (kurz: Winnetou IV) genannten letzten vollendeten Roman Karl Mays. Es war dies gleichzeitig der letzte Band der „Gesammelten Reiseerzählungen“. In diesem Roman verarbeitete der Schriftsteller die Eindrücke seiner Amerikareise von 1908.

## Entstehungsgeschichte
Der Roman erschien 1909/1910 in den Unterhaltungsbeilagen „Lueginsland“ der Augsburger Postzeitung. Gleichzeitig wurde das Manuskript in der Buchdruckerei Krais in Stuttgart gesetzt. May hat den Druck der Buchausgabe laufend kontrolliert, weil er gerade bei diesem Werk eine exakte Umsetzung des Manuskripttextes einforderte. Siebzehn Jahre nach Abschluss der ursprünglichen Winnetou-Trilogie erschien dann dieser vierte Teil und war zugleich eine Art Schlussstrich unter die gesamten Abenteuer Old Shatterhands in Nordamerika. Der Karl-May-Verlag änderte 1914 den Titel, weil der ursprüngliche die Leser eine Abenteuergeschichte im alten Stil des Autors erwarten ließ.

## Inhalt
Der inzwischen über 60-jährige Old Shatterhand bekommt daheim in seiner Villa in Radebeul mehrere Briefe, unter anderem von den Söhnen Old Surehands und Apanatschkas. In ihnen wird er über den bevorstehenden Bau eines Winnetou-Denkmals informiert und dazu eingeladen. Um sich die Sache anzuschauen und gegebenenfalls zu verhindern, macht er sich mit seiner zweiten Frau Klara, dem „Herzle“, auf.
Auf ihrer Reise durch den kaum noch „wilden“ Westen (das „Herzle“ darf in einem mitgebrachten Zelt schlafen) werden sie von einem guten Freund und ehemaligen Westmann Max „Maksch“ Pappermann begleitet. Unterwegs treffen sie auf den „Jungen Adler“ und die beiden Söhne Santers, die ihn zu Beginn des Romans bereits in Deutschland aufsuchten. Dabei findet Old Shatterhand das eigentliche Testament Winnetous, indem er tiefer in dem Loch gräbt, das er bereits in Winnetou III gegraben hat und wo er die „Schatzkarte“ fand, die schließlich von Santer zerstört wurde. Old Shatterhand gelingt es schließlich, die Anhänger Winnetous von der Oberflächlichkeit und Unehrlichkeit des Denkmals zu überzeugen, dessen Fertigstellung scheitert. Im Nachwort wird aber ein Denkmal in New York City angekündigt, „als ein Sinnbild dafür, daß das Volk Amerikas trotz aller der roten Rasse zugefügten Ungerechtigkeiten die edlen Eigenschaften der Ureinwohner Amerikas vollauf würdigt“.
Des Weiteren versöhnt sich Old Shatterhand mit vielen seiner alten Feinde (z. B. Tatellah Satah). Alles in allem ist der Roman viel verklärter als seine Vorgänger. Das Motiv „Friede und Versöhnung“ steht im Vordergrund. Es ist von einem „Clan Winnetou“ die Rede, dessen Mitglieder den Namen eines von ihnen zu beschützenden unter einem zwölfstrahligen, gelben Stern auf der Brust tragen. In der Entstehungsgeschichte dieses Clans wird auch von Marah Durimeh gesprochen, einer alten, katholischen und ziemlich geheimnisvollen Königin, die eigentlich nur in den Orient-Erzählungen von Karl May vorkommt. Den amerikanischen Ureinwohnern ist sie als Königin Marimeh bekannt. Ihre Kenntnis wird auf die ehemalige Landbrücke zwischen Asien und Nordamerika zurückgeführt, über die vor Jahrtausenden Boten aus dem Reich Dschinnistan gekommen seien.

## Textbearbeitungen
Ein Team von Hausautoren des Karl-May-Verlages, geleitet vom Verlagsmitbegründer Euchar Albrecht Schmid und von Franz Kandolf, erarbeitete bis 1935 eine Umgestaltung des Textes. Neben Stilglättungen griffen sie aus Unkenntnis stark in die Symbolik des Werkes ein. So wurde Max Pappermann, von der May-Forschung später als Alter Ego Mays entschlüsselt, in die „Verkehrten Toasts“, Dick Hammerdull und Pitt Holbers umgewandelt. Außerdem beantworteten sie einige noch offene Fragen, wie zum Beispiel Tante Droll und Sam Hawkens ums Leben kamen. Erst 1960 wurde in einer Rückbearbeitung durch Hans Wollschläger der ursprüngliche Text wiederhergestellt. Die Änderungen von Otto Eicke im Sinne der nationalsozialistischen Ideologie wurden dabei ebenfalls eliminiert.

## Trivia
Mit dem Crazy Horse Memorial existiert tatsächlich ein unvollendetes und ebenfalls umstrittenes Denkmalprojekt zu Ehren eines indianischen Anführers.

## Werkausgabe
- Karl May: Winnetous Erben. Band 33, Gesammelte Reiseerzählungen, Karl-May-Verlag, Bamberg 1960.